# 캐머런 밴호이
캐머런 밴호이(영어: Cameron Van Hoy, 1985년 5월 21일 ~ )는 미국의 배우, 성우이다.
캘리포니아주에서 태어났다.

## 영화
- 투큰 (2015년)
- 번들 오브 조이 (2015년)
- 애버리지 파티 (2013년)
- 트레져 오브 더 블랙 재규어 (2010년) - 안소니 역
- 데이비드 & 파티마 (2008년) - 데이비드 역
- 원 스몰 히어로 (1999년)